# Бурундук Давида
Бурундук Давида (лат. Sciurotamias davidianus) — вид белок из рода Sciurotamias. Встречается на большей части территории Китая. Вид назван в честь французского священнослужителя и натуралиста Армана Давида.

## Внешний вид и строение
Длина тела с головой от 19,0 до 25,0 см, вес около 260 г. Длин хвоста от 12,5 до 20,0 см. Длина задней лапы от 45 до 59 миллиметров, длина уха от 20 до 28 миллиметров. Окраска спины оливково-серая, брюхо желтовато-белое или охристое. По сравнению с бурундуком Форреста (Sciurotamias forresti) этот грызун окрашен светлее и не имеет светлой боковой полосы, у некоторых особей есть темная полоса, идущая по щеке. Подошвы ног густо опушены.
Череп широкий и плоский, его длина от 52 до 58 миллиметров. В каждой половине верхней челюсти по резцу, за которым есть промежуток (диастема). Далее следуют два премоляра и три моляра. Однако на нижней челюсти есть только один премоляр. Всего у животных набор из 22 зубов. Барабанная полость небольшая.
Кость полового члена изогнута, ее кончик имеет форму ложки.

## Распространение
Эндемик Китайской Народной Республики, где встречается на сравнительно большой территории. Обитает в китайских провинциях Аньхой, Пекин, Чунцин, Ганьсу, Гуйчжоу, Хэбэй, Хэнань, Хубэй, Ляонин, Нинся, Шэньси, Шаньси, Сычуань, Тяньцзинь и Юньнань.

## Образ жизни
Обитает в основном среди скал и устраивает укрытия расщелинах между камнями. Очень активен и способен лазить по деревьям, но делает это очень редко. Не впадает в спячку.
Питаются в основном семенами и орехами, которые собирают и переносят в защечные мешки. Они прячут семена, часто крупные желуди дуба Quercus liaotungensis и грецкие орехи (Juglans regia), и тем самым активно их распространяют. Животные также сохраняют свои кладовые, например, убирая подгнивающие желуди, и тем самым уменьшая потери. В этом поведении они похожи на некоторые виды белок (Sciurus) из Северной Америки, такие как каролинская белка (Sciurus carolinensis). В отличие от видов рода Sciurus, бурундук Давида больше полагается на обоняние, чем на память, чтобы определить местонахождение своих кладовых.
Этот вид достигает высокой плотности популяции в ряде регионов и может также наносить ущерб сельскохозяйственным культурам.

## Систематика
Бурундук Давида классифицируется как отдельный вид в пределах рода Sciurotamias, который включает два вида. Первое научное описание сделано Анри Милном Эдвардсом в 1874 году, который описал этот вид на основе особей из гор Пекина в провинции Хэбэй в Китае. Милн Эдвардс назвал этот вид в честь французского священнослужителя и натуралиста Армана Давида.
Внутри вида вместе с номинативной формой выделяют три подвида:
- Sciurotamias d. davidianus: У номинальной формы спина более светло-серая, чем у других подвидов, а брюшная сторона более серая и менее песочная.
- Sciurotamias d. consobrinus: Мех более густой и темный, лапы черные. Пятна за ухом отсутствуют.
- Sciurotamias d. saltitans: Цвет спины коричневый.

## Охранный статус
Бурундук Давида отнесен Международным союзом охраны природы и природных ресурсов (МСОП) к категории «Вызывающие наименьшие опасения». Это связано с большим ареалом и частой встречаемостью вида, потенциальных угроз существованию этого вида нет.